# Кохат (Пакистан)
Коха́т (пушту کوهاټ‎, урду کوہاٹ‎) — город в провинции Хайбер-Пахтунхва, Пакистан, административный центр одноимённого округа.

## География
Центр города располагается на высоте 489 м над уровнем моря.

## Население
| 1961   | 1972   | 1981   | 1998    | 2012    |
| ------ | ------ | ------ | ------- | ------- |
| 49 854 | 65 202 | 77 604 | 125 271 | 166 127 |